# Lakewood Village
Lakewood Village – miasto w Stanach Zjednoczonych, w stanie Teksas, w hrabstwie Denton.